# Cuchuflí
El cuchuflí es un dulce de masa esponjosa o crocante, relleno con manjar (dulce de leche). Tiene forma tubular y se vende en calles y dulcerías de Chile, transformándose en un producto típico. Su proceso de llenado es similar al del churro, aunque no es frito.
Se originó a partir del tradicional barquillo —galleta cónica de helado—, el cual fue modificado debido a que su masa era muy frágil. Luego, alguien decidió rellenarlos con manjar para así darles una mejor consistencia. Su tamaño se vio reducido por dos razones: el costo que éste tenía en su fabricación y la mayor facilidad de llenado. Los ingredientes con los cuales se prepara la masa son: azúcar, claras de huevos, harina, mantequilla y vainilla.
Los cuchuflíes se comercializan en diversos lugares, como playas, supermercados, negocios de barrio y comercio ambulante, entre otros. Además se pueden ofrecer al público cubiertos de chocolate blanco y negro o solamente rellenos con manjar. También se pueden confeccionar «tortas» de cuchuflíes, juntando unos noventa de ellos verticalmente, sujetándolos con una cinta de género o con una huincha de cartón y decorándolos con diversas golosinas.

## Reconocimientos
En julio de 2023 la revista gastronómica TasteAtlas situó al cuchuflí entre los 50 mejores dulces callejeros del mundo, ubicándose en el puesto 38.